# 恋するデビー
「恋するデビー」、または「マイ・ソングのテーマ」（原題：You Light Up My Life）は、1977年8月31日公開の映画『マイ・ソング』（原題同じ）の主題歌。主演のディディ・コンの歌唱シーンの吹き替えをCMソング歌手兼セッション歌手のケイシー・シシクが務めた。アカデミー歌曲賞・ゴールデングローブ賞 主題歌賞を受賞。作詞・作曲はCMソング作家出身で同映画の監督でもある作曲家のジョセフ・ブルックス（ジョー・ブルックス）。
その後、デビー・ブーン版のCDへの収録時には、原題を片仮名表記した「ユー・ライト・アップ・マイ・ライフ」の邦題が用いられることもある。
映画公開前の8月16日にパット・ブーンの娘デビー・ブーンが同曲でソロデビューし、10月から10週連続「Billboard Hot 100」で1位を記録した。当時、ロック時代（1955年7月9日以降）のビルボードのポップチャートではエルヴィス・プレスリーの両A面シングル『冷たくしないで/ハウンド・ドッグ』の11週連続に次ぐ歴代2位の記録であった。翌年、グラミー賞最優秀楽曲賞を受賞した。

## 解説
「吹き替え歌手のレコードがビルボード1位を獲得する」という内容の映画の宣伝を兼ねた主題歌にもかかわらず、現実とリンクさせずに映画には不参加のブーンのシングルが優先されたのは、男女関係のもつれからシシクのレコード契約をブルックスが妨害したためである。同年10月にシシク版（こちらの邦題は「マイ・ソングのテーマ」）がシングル発売された際も、ブルックス名義のインストゥルメンタル・バージョンのB面扱いで、歌手名も「オリジナル・キャスト」とだけ表記され、「Billboard Hot 100」の最高位も80位止まりであった。映画のクレジットタイトルでもシシクの名は花嫁介添人役を演じた役者名としてのみ記載され、音楽スタッフとしては記載されなかった。
シシク降板後、映画の宣伝のために代理の歌手を決める際、カーブ・レコードの創始者マイク・カーブの推薦で、姉妹カルテット「ブーン・ガールズ」などで音楽活動経験がある当時21歳のデビー・ブーンに決まった。
ブーン版制作の際、オーケストラの再録音をせずに映画用の音源を使用した。音源の一部に歌声が残っていたことや、ブーンが歌手として独自の発想力に欠けていたため、シシクに似せて歌うよう指導された。そのため、映画での歌声もブーンのものだと勘違いする者が上映当時からある。ブーンはヒット後のインタビューで歌詞の「You」の意味を問われた際にも、ラブソングであるにもかかわらず「主（Lord）」と答え、理解不足を露呈している。

## 評価
2000年代に選定された歴代映画主題歌ランキングでは、楽曲の売り上げを重視する場合は1位、映画の出来栄えも考慮する場合は圏外と評価が分かれている（興行的には成功したが映画自体は酷評された）。

ブルックスは2009年に11人強姦事件で逮捕され、脳卒中の後遺症や借金問題もあり、判決前の2011年に自殺した。その息子も2010年に恋人の女性殺害容疑で逮捕・有罪判決を受けるなど、曲の評価を貶める事件が相次いだ。

## レコード

### シングル
ビルボードでは最高順位1位、1977年度ビルボード年間でも3位を取っている。
同じ規格品番で、邦題が『恋するデビー』と『恋するデビー（マイ・ソングのテーマ）』と明記された別々の盤が存在する。
収録曲
Side:A
1. You Light Up My Life／恋するデビー（マイ・ソングのテーマ）　－（3分55秒）
  - 作詞・作曲：Joseph Brooks

Side:B
1. Hasta Mañana／落葉のメロディ（英語版）　－（3分13秒）
  - 作詞・作曲：Benny Andersson, Björn Ulvaeus, Stig Anderson
  - ABBAの同名曲のカバー。

### アルバム
1977年にシングルと同じワーナー・パイオニアからLPレコード、規格品番：P-10453Wで発売された。
収録曲
Side:A
1. You Light Up My Life／恋するデビー（マイ・ソングのテーマ）　－（3分55秒）
2. A Rock And Roll Song／わたしのロックンロール　－（3分30秒）
3. Micol's Theme／ミコールのテーマ　－（3分7秒）
4. It's Just A Matter Of Time／いつか幸福が　－（3分2秒）
5. Hey Everybody／ヘイ・エヴィリボディ　－（4分26秒）
6. 愛を見つめて／When I Look At You (My Love) 　－（3分50秒）

Side:B
1. From Me To You／フロミ・ミー・トゥ・ユー　－（2分20秒）
2. Baby, I'm Yours／ベイビー・アイム・ユアーズ　－（2分36秒）
3. When The Lovelight Starts Shinning Through His Eyes／恋のキラキラ星　－（3分9秒）
4. End Of The World／この世の果てまでも　－（2分31秒）
5. Your Love Broke Through／愛がさめたあとに　－（2分57秒）
6. Hasta Mañana／落葉のメロディ　－（3分13秒）